# Ruby Harrold
Pour les articles homonymes, voir Harrold.
Ruby Harrold est une gymnaste artistique britannique, née à Stevenage le 4 juin 1996.

## Biographie
Ruby Harrold est médaillée de bronze par équipes aux Championnats du monde de gymnastique artistique 2015 à Glasgow.
Au niveau continental, elle remporte la médaille d'argent du concours général par équipes aux Championnats d'Europe de gymnastique artistique féminine 2014 à Sofia et aux Championnats d'Europe de gymnastique artistique féminine 2016 à Berne.
Elle met un terme à sa carrière internationale après une cinquième place au concours par équipes des Jeux olympiques d'été de 2016 à Rio de Janeiro.

## Palmarès

### Championnats du monde
- Glasgow 2015
  -  médaille de bronze au concours général par équipes

### Championnats d'Europe
- Sofia 2014
  -  médaille d'argent au concours général par équipes
- Berne 2016
  -  médaille d'argent au concours général par équipes

### Jeux du Commonwealth
- Glasgow 2014
  -  médaille d'or au concours général par équipes
  -  médaille d'argent au concours général individuel
  -  médaille de bronze aux barres asymétriques